# Eucarta virgo
Eucarta virgo là một loài bướm đêm trong họ Noctuidae.

## Hình ảnh

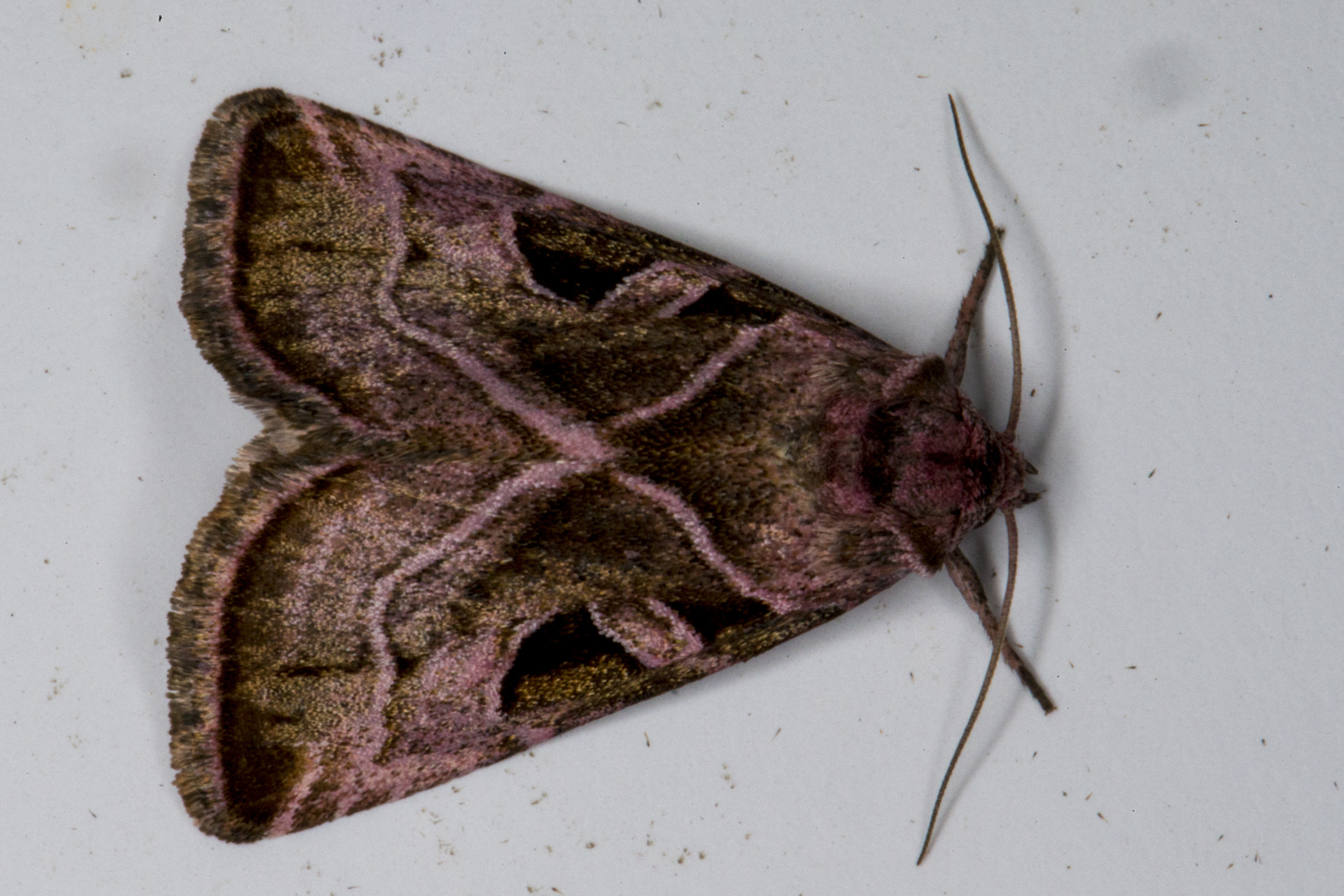
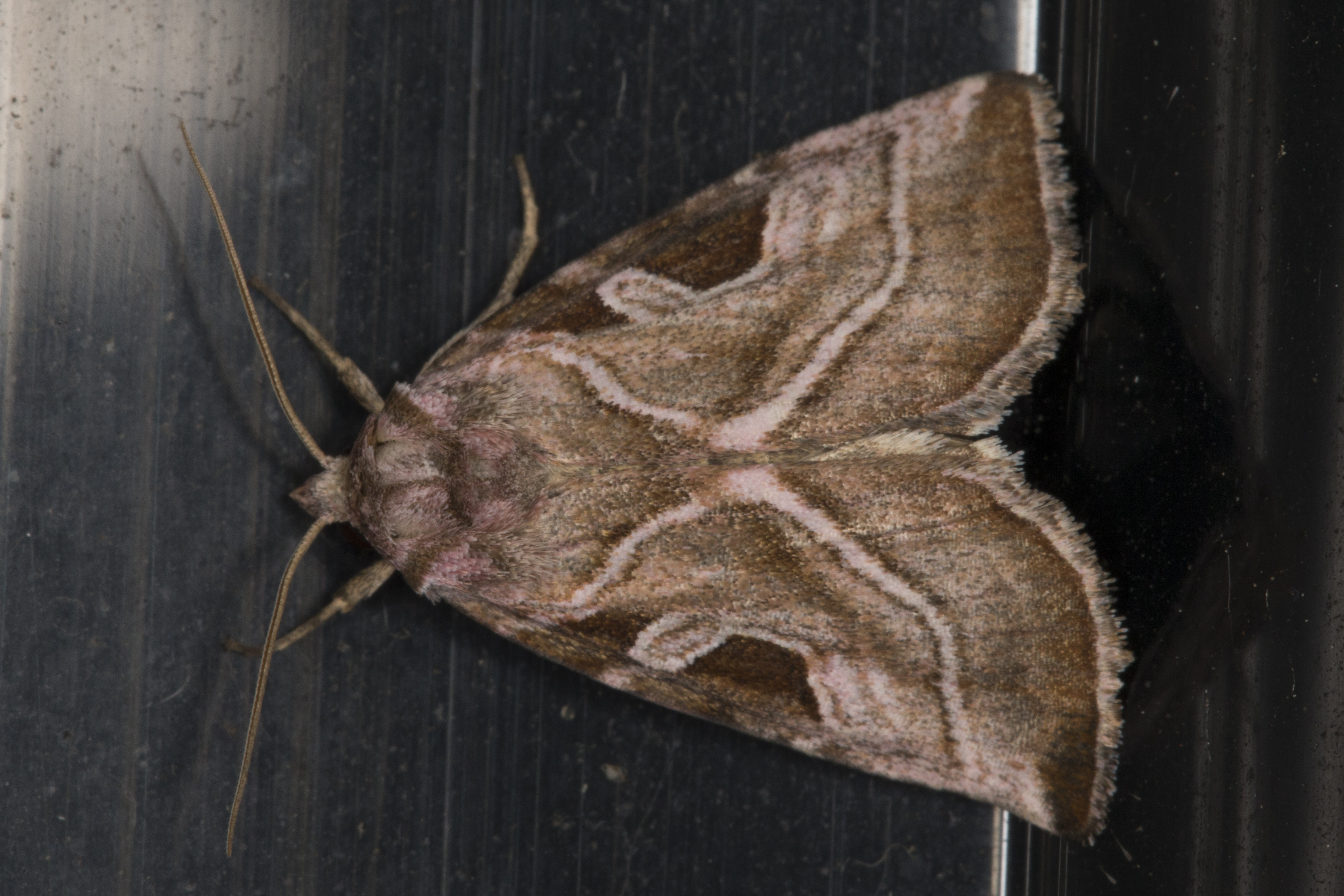
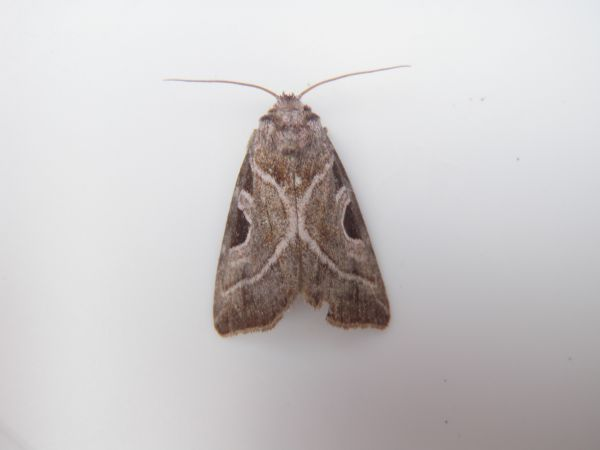